# Arieta Corrêa
Arietha Emília Salles Corrêa (sinh ngày 18 tháng 3 năm 1977, tại Botucatu, São Paulo) là một nữ diễn viên người Brazil.

## Tiểu sử
Arietha Emília Salles Corrêa, còn được biết đến là Arieta Corrêa được sinh ra tại thành phố Botucatu, nội địa của São Paulo.
Arieta Corrêa có mặt trong hơn 20 hội nghị được thành lập bởi Nhà hát Trung tâm Nghiên cứu (CPT) Con trai Ali  với người mà cô đã làm việc trong sáu năm. Với Antunes Filho, Arieta đóng vai chính trong các chương trình như Medea và Prêt-à-Porter 6.
Dưới sự chỉ đạo của Philip Hirsch, Arieta đã tham gia The Miser, hội được đánh giá cao đánh dấu sự xuất hiện cuối cùng của diễn viên Paulo Autran.
Arieta Corrêa xuất hiện trên truyền hình, trong tiểu thuyết Explode Coração và O Rei do Gado, đã ở trong miniseries và Labirinto và A Casa das Sete Mulheres.
Arieta Corrêa xuất hiện trong phim trong những bộ phim như Otávio e như Letras of Marcelo Masagão, và các phim của Caio Vecchio.
Năm 2008 Arieta đã tham gia diễn xuất trong vở kịch với Leonardo Medeiros Não Sobre o Amor, và trở lại truyền hình để tham gia vào một trong những tập của chương trình Casos e Acasos, mạng Globo. Năm sau đó tham gia Tudo Novo de Novo, cũng được chiếu trên TV Globo. Cùng năm đó, anh tham gia dàn diễn viên của Novel Viver a Vida. Năm sau, nữ diễn viên có mặt trên màn ảnh rộng trong bộ phim Como Esquecer, do Malu de Martino đạo diễn và Ana Paula Arósio đóng vai chính.
Năm 2011 Arieta Corrêa đã xuất hiện trong vở opera Insensato Coração. Cũng trong năm 2011, trong dàn diễn viên VIP.